# Chitarra multicorde

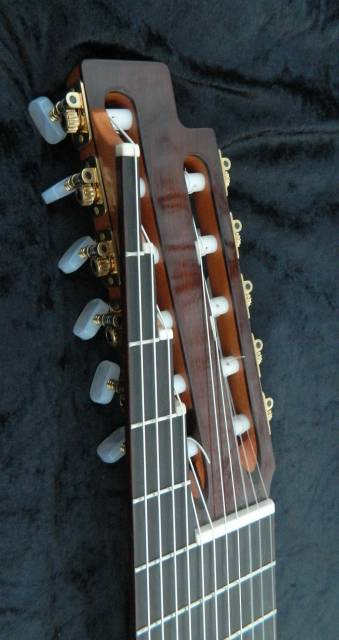
Paletta di una chitarra a 11 corde di Heikki Rousu

Pasquale Taraffo e la sua chitarra a quattordici corde

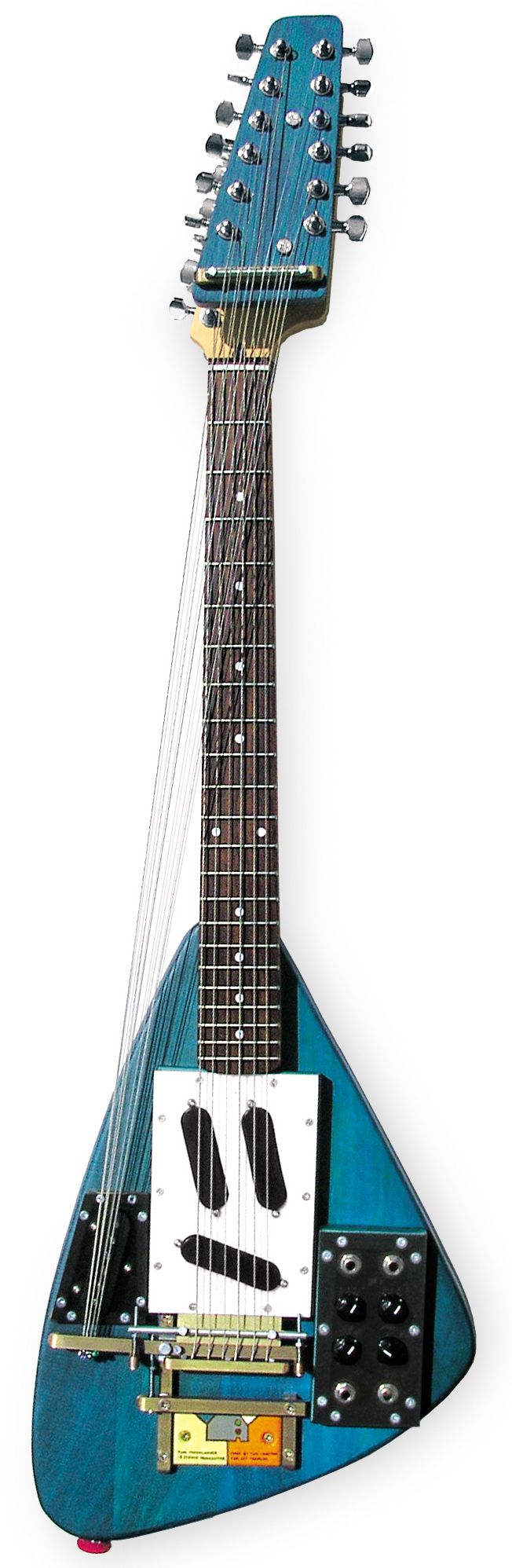
Moonlander di Yuri Landman

Una chitarra multicorde è una chitarra con più corde delle abituali 6, generalmente 7, 8, 10 o 12.

## Sette corde
La sua invenzione è attribuita al chitarrista russo Andrei Sychra, il quale compose più di un centinaio di pezzi e scrisse un metodo per la stessa. Viene utilizzata nel choro brasiliano e nel samba.

## Otto corde
Le chitarre classiche a 8 corde sono generalmente accordate con due note basse in più (fa♯-si-mi-la-re-sol-si-mi).
Una variazione comune è quella di aggiungere una nota più alta e una più bassa. Anche qui, in linea generale, la più alta è un la, mentre la più bassa un si (si-mi-la-re-sol-si-mi-la).
Altra accordatura molto comune, detta Drop E, consiste nell'abbassare di due semitoni la corda più grave, da fa diesis a mi. Una variazione di ciò, è Drop EA, dove si abbassano di due semitoni le due corde più gravi (da fa diesis e si a mi e la), andando a creare un salto di un'ottava tra le ultime due corde e le penultime due (l'accordatura diventa così EAEADGBE, mi-la-mi-la-re-sol-si-mi), permettendo di suonare in tapping a due mani la linea di basso e la melodia.
Paul Galbraith e Alexander Vynograd sono due dei più celebri chitarristi ad 8 corde, ai quali si aggiunge l'italiano Livio Gianola.
Nell'heavy metal, in particolare nel djent, le 8 corde sono utilizzate da chitarristi come Fredrik Thordendal e Mårten Hagström dei Meshuggah (considerati gli inventori del djent), Tosin Abasi e Javier Reyes degli Animals as Leaders, Simon Girard e Kevin Chartrè del gruppo technical death metal Beyond Creation, Stephen Carpenter dei Deftones, Justin Lowe e Trent Hafdahl degli After the Burial, Dino Cazares dei Fear Factory e degli Asesino, Gregg Burgess degli Allegaeon.
La prima casa produttrice di chitarre a 8 corde in scala industriale fu la Ibanez, che nel 2007 lanciò il modello RG2228. Successivamente altre case iniziarono a produrne come la Schecter, LTD e Dean Guitars.

## Nove corde
La chitarra cosiddetta "spagnola" a nove corde (quattro doppie e una singola nella parte alta, detta cantino) fu uno strumento del Settecento.

## Dieci corde
Ne esistono varie versioni del XIX secolo e una versione moderna, originariamente creata in collaborazione tra Narciso Yepes e José Ramírez per rendere più facile l'esecuzione del repertorio rinascimentale e barocco, scritto originariamente per liuto.

## Dodici corde
Vi sono le 6 corde tradizionali, ognuna delle quali è affiancata da un'altra corda accordata all'ottava superiore, fatta eccezione per le prime due, accordate all'unisono.

## Quattordici corde
Modello costruito appositamente per Pasquale Taraffo, con le sei corde tradizionali ed altre otto posizionate sul modello dell'arpa.

## Musicisti
Alcuni musicisti storicamente celebri:
- Luigi Legnani (1790-1877)
- Johann Kaspar Mertz (1806-1856)
- Napoléon Coste (1805-1883), compositore e chitarrista francese
- Pasquale Taraffo (1887-1937)
- Narciso Yepes (1927-1997)
- Egberto Gismonti (1947)
- Maurice Ohana (1913-1992), compositore